# Regeringen Robert Fico III
Robert Ficos tredje kabinet var en regering i Slovakiet ledet af premierminister Robert Fico i perioden 2016-2018. Det var en koalitionsregering med fire partier som havde et flertal på 85 ud af 150 mandater i Slovakiets parlament.

## Baggrund
Regeringen afløste Regeringen Robert Fico II 23. marts 2016 efter parlamentsvalget i 2016, hvor Ficos parti Smer – Sociálna demokracia (Smer-FD) mistede sit parlamentariske flertal. Den bestod af 15 medlemmer inklusive premierministeren og var oprindeligt sammensat af de fire partier: det venstrepopulistiske/socialdemokratiake Smer – Sociálna demokracia (Smer-SD), det nationalistiske Slovenská národná strana (SNS, Slovakisk Nationalparti), det slovakisk-ungarske Most–Híd og det konservative Sieť (Netværk). De fleste af de valgte parlamentsmedlemmer fra Sieť sluttede sig til Most-Híd efter valget.
15. marts 2018 indgav Fico regeringens afskedsbegæring til præsident Andrej Kiska efter en politisk krise forårsaget af mordet på journalisten Ján Kuciak. En ny regering ledet af Peter Pellegrini blev udpeget 22. marts 2018.

## Sammensætning efter parti
| - Smer – Sociálna demokracia (Smer-FD) | 9 |
| - Slovenská národná strana (SNS)       | 3 |
| - Most–Híd                             | 3 |
| - Sieť                                 | 1 |

## Sammensætning
Efter opløsningen af regeringen den 22. marts 2018 blev de fleste af ministrene på deres stillinger og fortsatte i Regeringen Pellegrini.
| Ministerium                                             | Minister                      | Politisk parti                  | Startdato          | Slutdato           |
| ------------------------------------------------------- | ----------------------------- | ------------------------------- | ------------------ | ------------------ |
| Premierminister                                         | Robert Fico                   | Smer–SD                         | 23. marts 2016     | 15. marts 2018     |
| Vicepremierminister for investeringer og digitalisering | Peter Pellegrini              | Smer–SD                         | 23. marts 2016     | 22. marts 2018     |
| Vicepremierminister Indenrigsminister                   | Robert Kaliňák                | Smer–SD                         | 23. marts 2016     | 13. marts 2018     |
| Vicepremierminister Justitsminister                     | Lucia Žitňanská               | Most–Híd                        | 23. marts 2016     | 22. marts 2018     |
| Finansminister                                          | Peter Kažimír                 | Smer–SD                         | 23. marts 2016     | 22. marts 2018     |
| Udenrigsminister                                        | Miroslav Lajčák               | Partiløs (Nomineret af Smer–SD) | 23. marts 2016     | 22. marts 2018     |
| Økonomiminister                                         | Peter Žiga                    | Smer–SD                         | 23. marts 2016     | 22. marts 2018     |
| Minister for transport, byggeri og regional udvikling   | Roman Brecely                 | Sieť                            | 23. marts 2016     | 31. august 2016    |
| Minister for transport, byggeri og regional udvikling   | Árpád Érsek                   | Most–Híd                        | 31. august 2016    | 22. marts 2018     |
| Minister for landbrug og udvikling af landdistrikter    | Gabriela Matečná              | Partiløs (Nomineret af SNS)     | 23. marts 2016     | 22. marts 2018     |
| Forsvarsminister                                        | Peter Gajdoš                  | Partiløs (Nomineret af SNS)     | 23. marts 2016     | 22. marts 2018     |
| Arbejds-, social- og familieminister                    | Ján Richter                   | Smer–SD                         | 23. marts 2016     | 22. marts 2018     |
| Miljøminister                                           | László Sólymos                | Most–Híd                        | 23. marts 2016     | 22. marts 2018     |
| Minister for uddannelse, videnskab, forskning og sport  | Peter Plavčan                 | Partiløs (Nomineret af SNS)     | 23. marts 2016     | 31. august 2017    |
| Minister for uddannelse, videnskab, forskning og sport  | Gabriela Matečná (fungerende) | Partiløs (Nomineret af SNS)     | 31. august 2017    | 13. september 2017 |
| Minister for uddannelse, videnskab, forskning og sport  | Martina Lubyová               | Partiløs (Nomineret af SNS)     | 13. september 2017 | 22. marts 2018     |
| Kulturminister                                          | Marek Maďarič                 | Smer–SD                         | 23. marts 2016     | 7. marts 2018      |
| Kulturminister                                          | Peter Pellegrini (fungerende) | Smer–SD                         | 7. marts 2018      | 22. marts 2018     |
| Sundhedsminister                                        | Tomáš Drucker                 | Partiløs (Nomineret af Smer–SD) | 23. marts 2016     | 22. marts 2018     |